# 万人祭司
万人祭司（ばんにんさいし、ドイツ語: Priestertum aller Gläubigen、英語: the universal priesthood、the priesthood of all believers）とは、宗教改革においてプロテスタントが強く主張したプロテスタントの根本的な教理の一つである。プロテスタント諸派には「聖職者」との呼称・役割が存在せず、教役者・教職者としての牧師が教会の指導に当たる。語の厳密さを重んじて「全信徒祭司」ということもある。

## ルターによる主張
マルティン・ルターは『ドイツ国民のキリスト教貴族に与う』にてカトリックについて以下の批判を行っている。教皇、司教、司祭、修道士たちは教会的身分で王侯、貴族、手工業者、農民などは世俗的身分と偽りの区別を行っているが、キリスト教徒はすべて教会的身分に属するのであって互いに職務上以外の面からは区別されない。コリントの信徒への手紙一12章12-13節にあるようにおのおのが固有のわざをもっていて、それによって奉仕し合う関係である。また、万人祭司はペトロの手紙一2章9節、ヨハネの黙示録5章9-10節からも支持されるとしている。司教による聖職者の叙品は同じ権能を持つ人々の集まり全体の代理として選び出し、権能の行使を委ねることである。
ルターはたとえ話を用いてこのことを展開する。キリスト者平信徒のささやかな群れが捕虜として荒野に連れて行かれたとすると司教に叙品された司祭はその中にいないため一人を選び出して洗礼を授け、ミサをあげ、罪を赦免し、説教を行う職務を委ねることになるだろう。これは万人祭司の考えがなければ不可能なことである。ただし誰にでもこの職務を果たすことがふさわしいとされるわけではないし、またすべての人が平等に祭司であるから自分から出しゃばって引き受けるということは許されず、共同体の同意と委任なくしてこの職務を果たすことはできない。また、司祭を辞した人は単なる平信徒となる。
逆に平信徒も世俗の政治権力者は剣と鞭を持って悪人を処罰し、善人を保護するわざを持つし、靴屋、鍛冶屋、百姓のような仕事をしている者はその職務とわざによって互いに仕え合うのである。

職務が委ねられている者がいる場合もコリントの信徒への手紙一14章30節にあるように、職務についている者の言葉だけを聞かなければならないわけではなく共同体全体で啓示を語り合うべきなのである。
またルターは3ヵ月後に書かれた『教会のバビロニア捕囚』でもこれを強調した。

## プロテスタント教会の共通理解
ルター以後のプロテスタント諸派が、共通して「万人祭司」の根拠として考えている聖書の言葉には、マタイ16：18、出エジプト記19:5-6、第一ペテロ2:4-8、黙示録1:4-6、同5:6-10 などがある。
その中でも、特にマタイ16：18「あなたはペトロ。わたしはこの岩の上にわたしの教会を建てる。」（新共同訳）は、カトリックとプロテスタントの間で伝統的に解釈を異にしている。
カトリック教会は、「この岩の上に」の《岩》を前文とのつながりからペトロ個人と考え、ペトロの後継者たるローマ教皇とローマ教皇によって叙任された聖職者が神とつながり、一般の信徒は聖職者を通してのみ神につながると考えている。
それに対して、プロテスタントのほとんどすべての教派は、「この岩の上に」の《岩》は、ギリシャ語の聖書原典では、ペトロ個人を指す "πετροs"（petros）ではなく、岩盤を表す "πετρα"（petra）が使われていることから、ペトロ個人を指すのではなく、ペトロと同じ信仰告白「あなたはメシア、生ける神の子です。」（マタイ16：16，新共同訳）をする信徒すべてが直接、神とつながっていると考えている。